# Ruthenstromsperrwerk

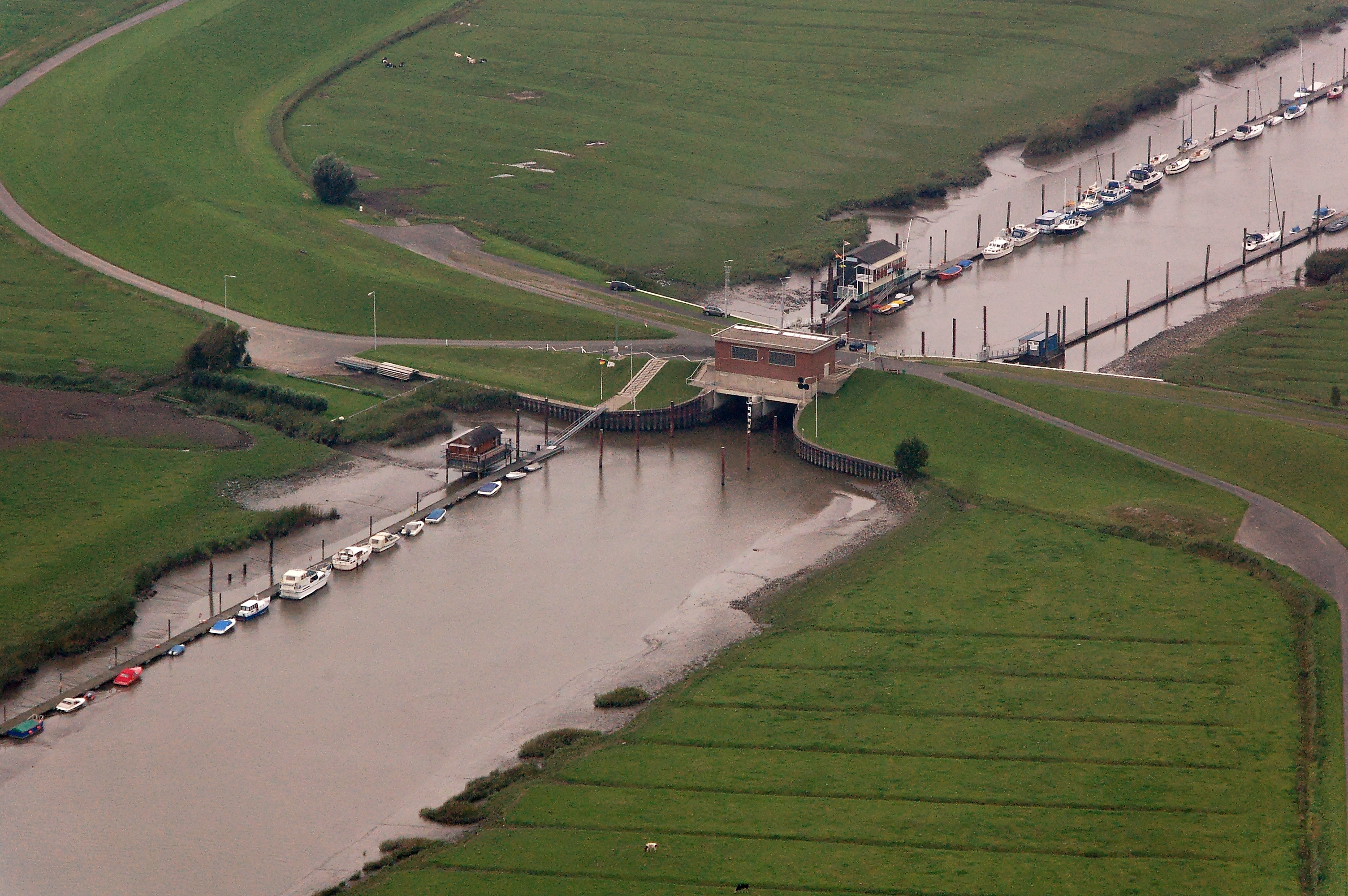
Ruthenstrom mit Ruthenstromsperrwerk

Das Ruthenstromsperrwerk bei Drochtersen liegt im Ruthenstrom. Es ist Teil eines Hochwasserschutzkonzeptes an der von den Gezeiten beeinflussten Unterelbe von der Staustufe Geesthacht bis zur Mündung des Flusses in die Nordsee, das infolge der schweren Sturmflut im Februar 1962 entwickelt wurde. 
Das Ruthenstromsperrwerk, das 1978 in Betrieb genommen wurde, schützt den Krautsand und die Orte Dornbusch, Drochtersen und Assel. Da das Sperrwerk nur von kleinen Sportbooten durchfahren wird, wurde aus Kostengründen eine geschlossene Bauweise gewählt.
Das Bauwerk ist 18,8 Meter breit und 37 Meter tief. Es verfügt über zwei je 7 Meter breite Öffnungen, die jeweils durch ein Stemmtor und ein Hubtor verschlossen werden können. Die Drempeltiefe beträgt 2,8 Meter unter NN, die Oberkante der Durchfahrt befindet sich 4,5 Meter über NN. Das Sperrwerk wird bei Sturmflut ab einem Wasserstand von 2,2 Meter über NN im Winterhalbjahr und 1,9 Meter über NN im Sommerhalbjahr geschlossen.
Betrieben wird das Sperrwerk von der Betriebsstelle Stade des Niedersächsischen Landesbetriebs für Wasserwirtschaft, Küsten- und Naturschutz (NLWKN).